# Rusland op het Eurovisiesongfestival
Rusland deed tussen 1994 en 2021 mee aan het Eurovisiesongfestival. In totaal heeft het land 23 keer deelgenomen.
In februari 2022 werd Rusland uitgesloten van deelname wegens de Russische inval in Oekraïne. In een reactie hierop zegden de Russische omroepen hun lidmaatschap van de EBU op, waardoor het land voorlopig niet meer aan het Eurovisiesongfestival kan deelnemen.

## Beginjaren
Tot de jaren negentig was het Eurovisiesongfestival vooral een West-Europese aangelegenheid. De Sovjet-Unie en andere Oostbloklanden namen niet aan het festival deel. De Sovjet-Unie deed daarentegen wel mee aan het Intervisiesongfestival, een Oost-Europese variant. Het land won dat festival in 1978 met superster Alla Poegatsjova en haar lied Все Могут Короли (Vsjo mogoet Koroli).
Nadat de Sovjet-Unie uiteenviel en het IJzeren Gordijn verdween, groeide de Oost-Europese interesse in deelname aan het Eurovisiesongfestival. Rusland werd lid van de EBU en maakte zijn debuut in 1994, samen met Hongarije, Estland, Roemenië, Slowakije, Litouwen en Polen. 
De eerste jaren waren voor de Russen weinig glorieus. Bij de eerste deelname werd Rusland vertegenwoordigd door zangeres Joeddiph, die met het lied Vetsjni stranik nog een negende plaats wist te behalen. Een jaar later eindigden de Russen met Filipp Kirkorov echter op de zeventiende plaats, wat nog altijd het slechtste Russische resultaat is op het songfestival tot 2018. 
In 1996 waren er inmiddels zoveel nieuwe landen bij gekomen die wilden deelnemen aan het songfestival, dat er niet voor ieder land plaats was. Er werd daarom voor het eerst een voorronde gehouden, waarbij zeven landen moesten afvallen. Rusland, dat meedeed met het lied Ja eto ja van Andrej Kosinski, was een van die afvallers en moest dus een jaar overslaan. In 1997 stuurden de Russen de eerder zo succesvolle Alla Poegatsjova naar het songfestival, maar braken wederom geen potten. De zangeres eindigde teleurstellend als vijftiende. Door dit resultaat moest Rusland in 1998 wederom thuisblijven, wat de Russische omroep deed besluiten het songfestival van 1998 in zijn geheel niet uit te zenden. Als reactie hierop werd Rusland in 1999 eveneens geweigerd door de EBU.

## Periode 2000-2016

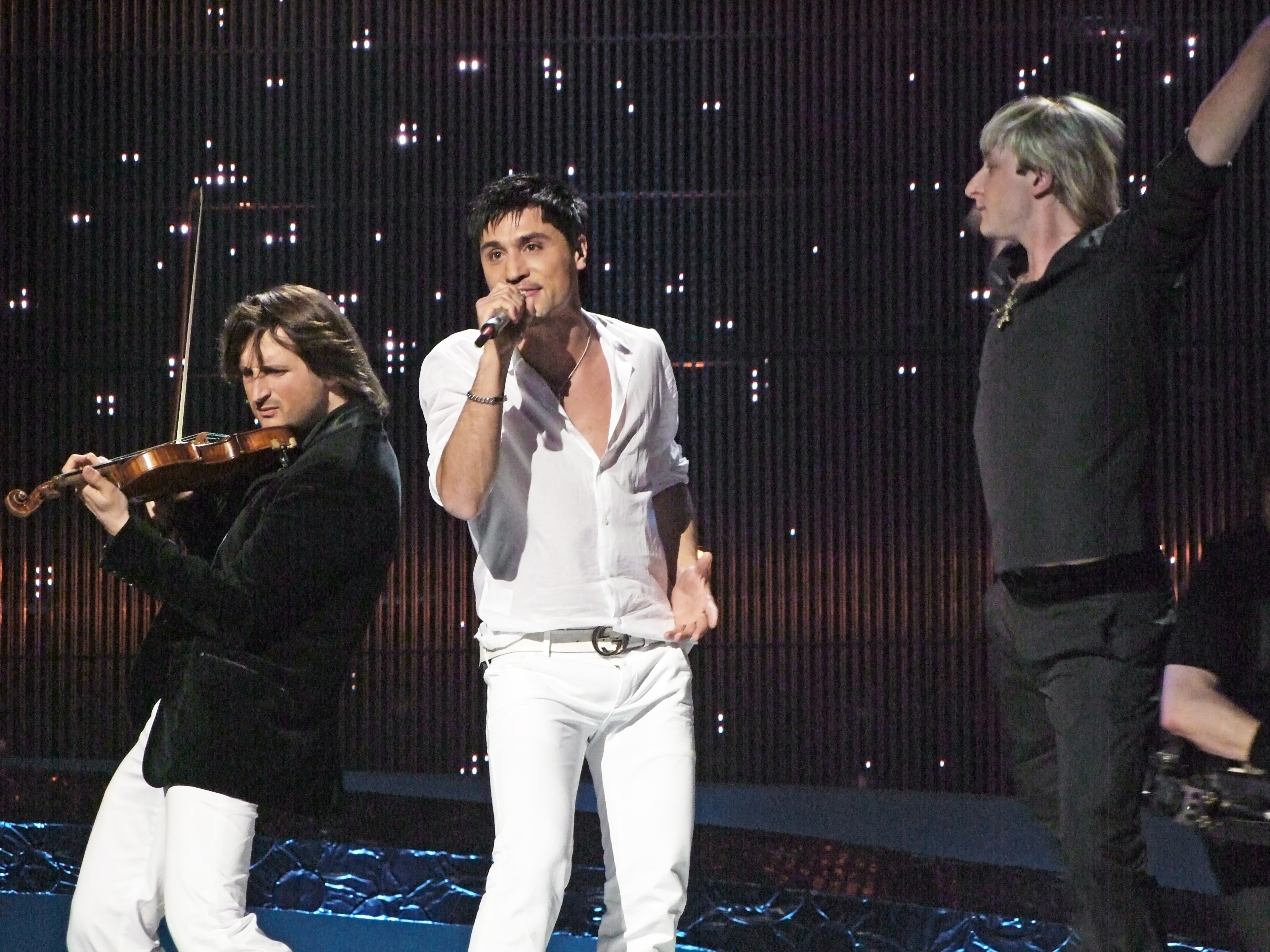
Dima Bilan in Belgrado ((2008)

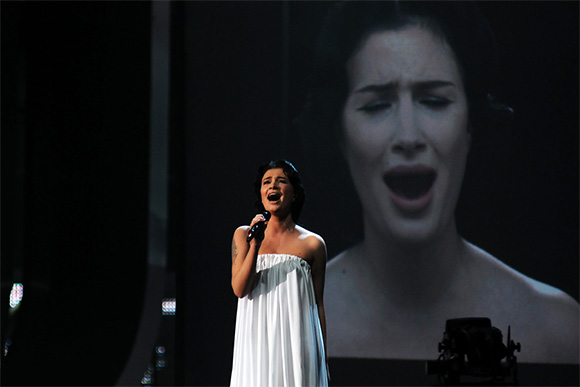
Anastasija Prychodko in Moskou (2009)

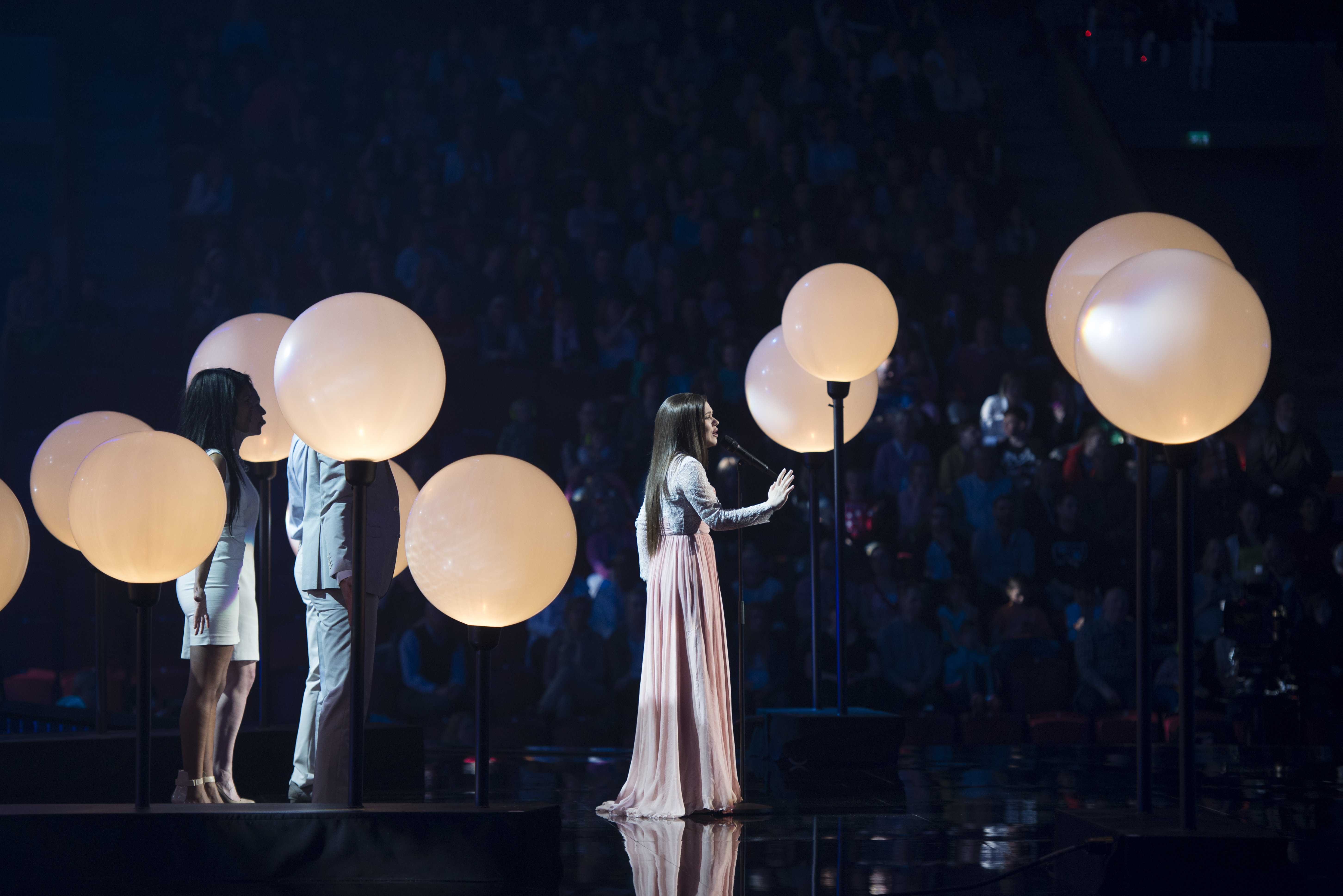
Dina Garipova in Malmö (2013)

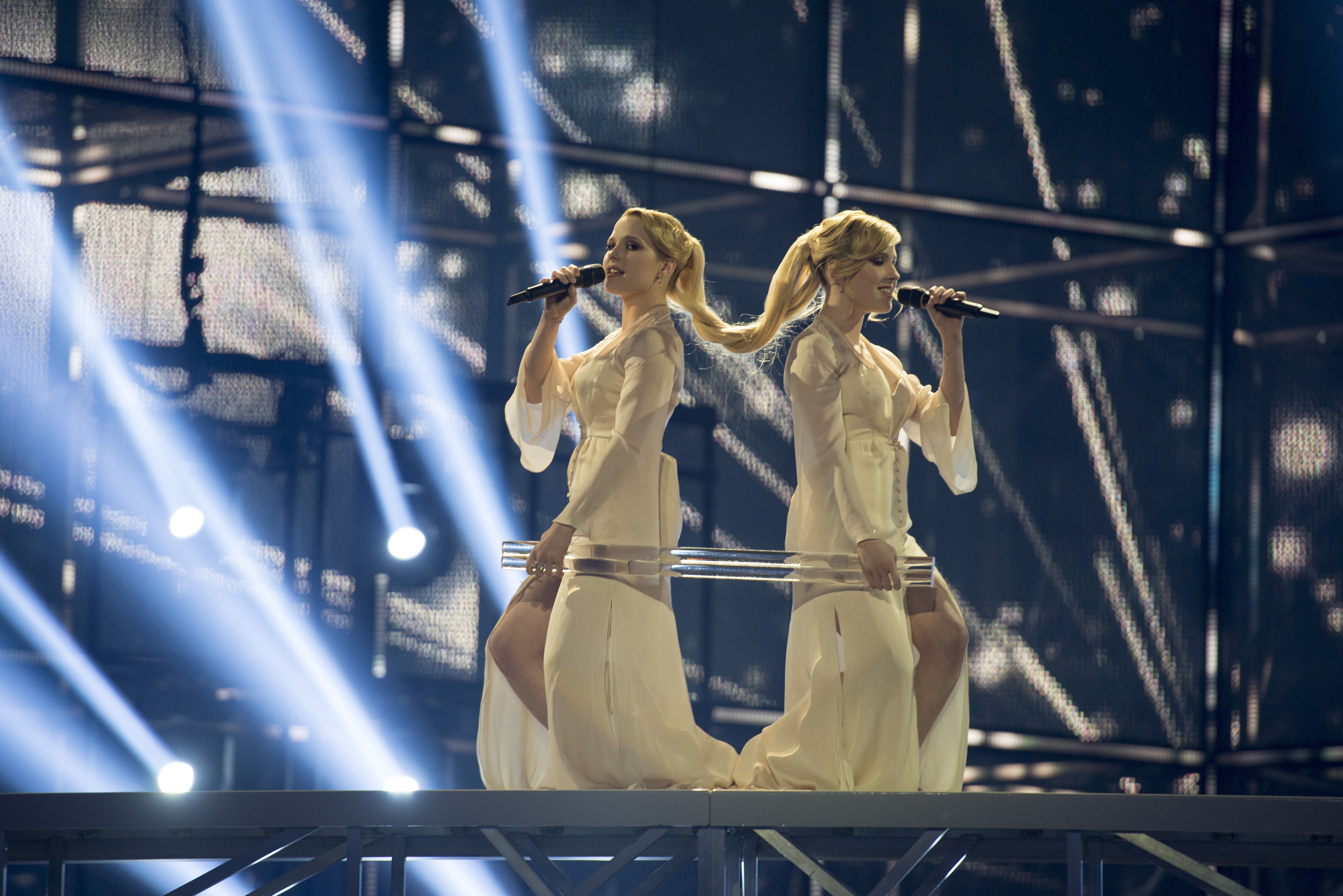
The Tolmachevy Twins in Kopenhagen (2014)

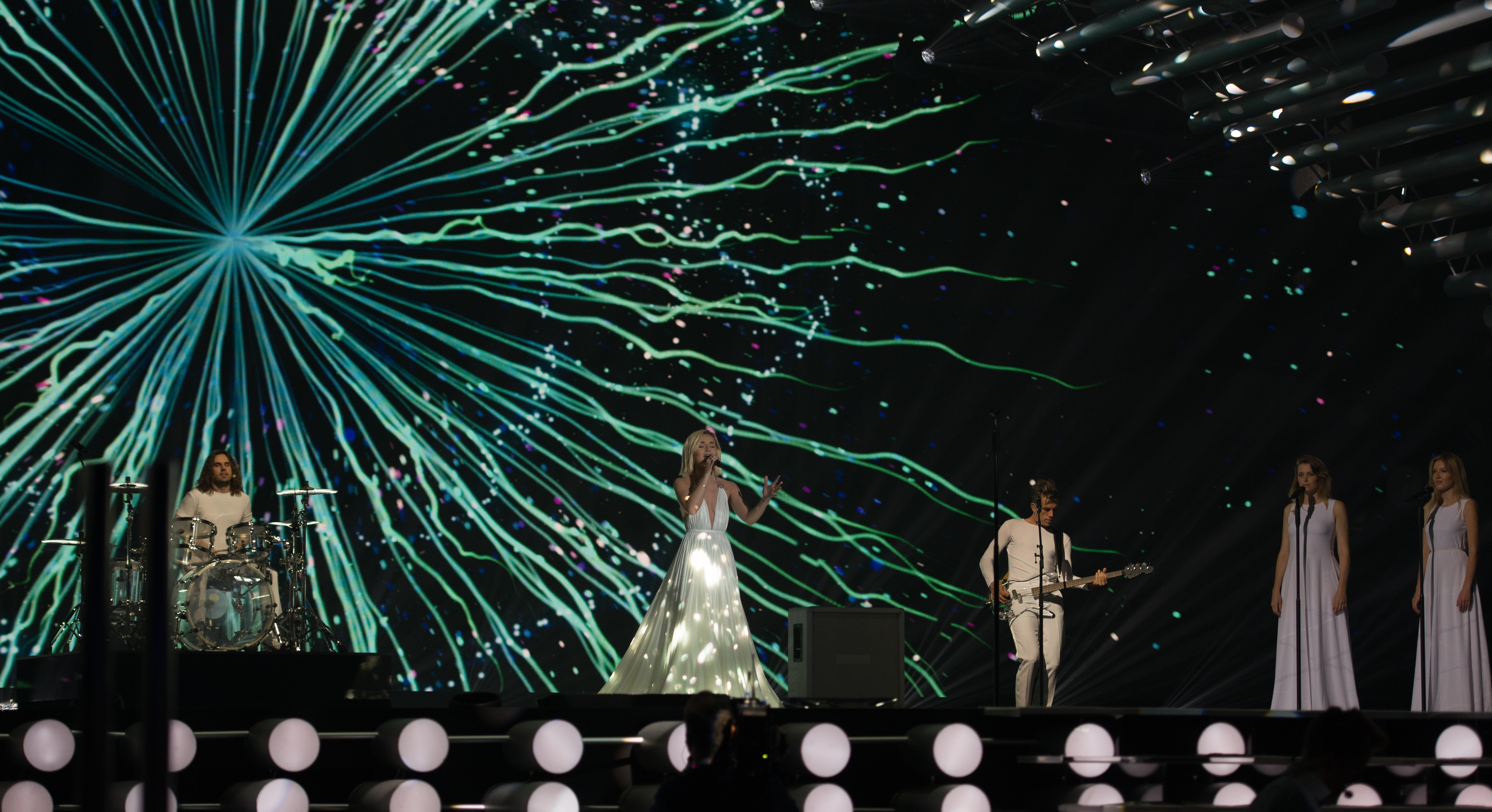
Polina Gagarina in Wenen (2015)

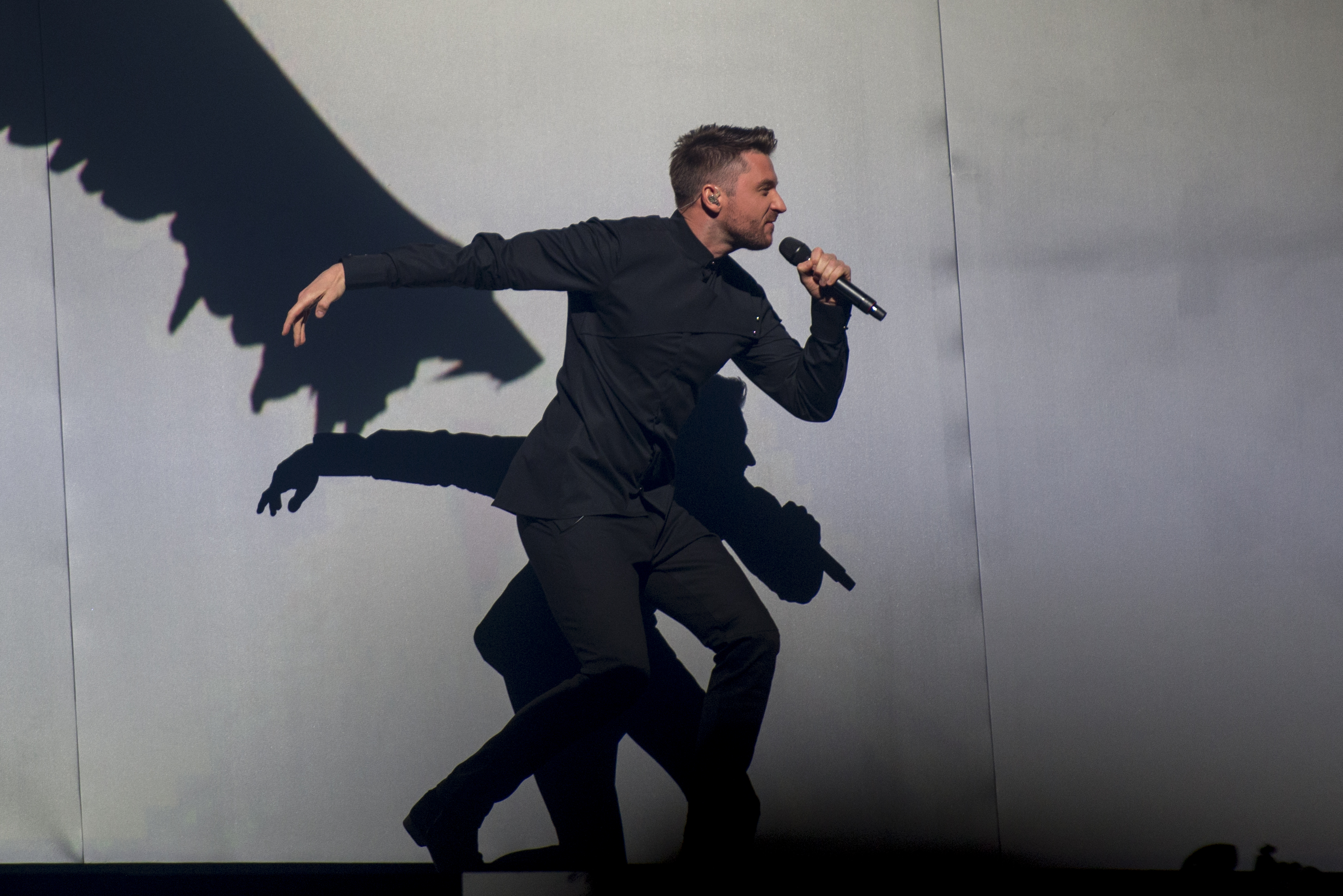
Sergej Lazarev in Stockholm (2016)

In 2000 kwam Rusland sterk terug op het Eurovisiesongfestival. Zangeres Alsou eindigde op de tweede plaats, met veertig punten achterstand op de winnende Olsen Brothers uit Denemarken. 
Sinds 2000 scoorde Rusland wisselvallig op het songfestival. Grote successen werden afgewisseld met mindere resultaten in de middenmoot. Heel laag eindigde Rusland meestal niet; de zeventiende plaats van 1995 was lange tijd het slechtste resultaat. Het land viel ook maar één keer af in de halve finale die in 2004 werd ingevoerd. 
Een van Ruslands opvallendste deelnamen was die van 2003, toen de popgroep t.A.T.u. afgevaardigd werd naar Riga. Er gingen geruchten dat de twee lesbische leadzangeressen elkaar uitgebreid zouden gaan zoenen op het moment van uitzending van de finale. Het zorgde voor nogal wat consternatie, maar tot opluchting van velen gebeurde er uiteindelijk niets opvallends tijdens het Russische optreden. t.A.T.u. eindigde op een niet onverdienstelijke derde plaats.

### Eerste zege
Na twee mindere jaren eindigde Rusland vanaf 2006 driemaal op rij bij de beste drie. In 2006 haalde Dima Bilan een tweede plaats met Never let you go, en een jaar later was het lied Song #1 van de meidengroep Serebro goed voor de derde plek. In 2008 werd Dima Bilan nogmaals voor Rusland naar het songfestival gestuurd. Zijn lied Believe, geproduceerd door de Amerikaanse producer Jim Beanz, was vooraf meteen een grote favoriet om het songfestival te winnen, en die verwachting werd ook waargemaakt. Met 272 punten sleepte Bilan in Belgrado de eerste Russische songfestivalzege binnen.
Als gevolg van de overwinning werd het Eurovisiesongfestival van 2009 in Moskou georganiseerd. Als locatie werd gekozen voor de Olympic Indoor Arena. De presentatie van de halve finales lag in handen van Natalia Vodianova en Andrej Malachov, terwijl Ivan Oergant en Alsou de finale voor hun rekening namen.

### Top 10-successen
In de drie jaren na de zege van Bilan, ging het weer wat minder goed met Rusland. De Russen boekten slechts middelmatige resultaten, maar in 2012 was er opnieuw succes. Rusland baarde opzien met de Boeranovskije Baboesjki, bestaande uit zes oma's in traditionele kledij. Hun lied Party for Everybody werd deels in het Engels en deels in het Oedmoerts vertolkt. Groepslid Natalia Poegatsjova was met haar leeftijd van 77 jaar de oudste songfestivaldeelnemer aller tijden, een record dat een jaar later echter alweer verbroken werd door een 95-jarig lid van de Zwitserse band Takasa. Dankzij de opvallende act kreeg Rusland van vrijwel ieder land punten en eindigden de oma's op de tweede plaats, met meer dan 100 punten achterstand op de Zweedse winnares Loreen, die scoorde met een wereldhit.
In 2013 stuurde Rusland de winnares van de talentenjacht The Voice naar het songfestival. Dina Garipova zong haar lied What If met volle overtuiging, en bracht haar land zo opnieuw naar de beste vijf van de avond.
In 2014 werden ex-Junior Eurovisiesongfestival-winnaressen The Tolmachevy Twins gekozen om Rusland te vertegenwoordigen op het Eurovisiesongfestival in Kopenhagen. Ze hadden een plaats in de finale bemachtigd en eindigden daarin als zevende. Hun aanwezigheid lokte negatieve reacties uit bij het publiek. Toen in de halve finale bekend werd gemaakt dat ze naar de finale mochten, weerklonk boegeroep uit het publiek. In de finale kon de tweeling weer op gejouw rekenen: telkens toen Rusland bij de puntentelling vernoemd werd, liet het publiek zich horen. Ook toen de Russische punten werden voorgelezen, was boegeroep te horen. De reden was wellicht niet zozeer de Russische inzending zelf, maar eerder de politieke situatie waarin Rusland zich bevond. Vermoed wordt dat de reactie een gevolg is van de annexatie van de Krim door Rusland en de oorlog in Oost-Oekraïne, dat actueel was tijdens het festival en waarbij de meeste landen de kant van Oekraïne kozen. Anderzijds kan de aangescherpte Russische antiholebiwetgeving (ook) een rol hebben gespeeld.
In 2015 werd Polina Gagarina tweede met A million voices. Om negatieve uitlatingen uit het publiek niet op antenne te brengen, werd tijdens het festival gebruikgemaakt van geluidstechnologie die boegeroep wegfiltert.
In 2016 werd Sergej Lazarev met het lied You are the only one naar de wedstrijd gestuurd. Het land was de grote favoriet voor de eindoverwinning en haalde de eerste plaats in de halve finale. In de finale kreeg het van de televoters de meeste stemmen, maar door de mindere klassering bij de professionele vakjury's eindigde Lazarev uiteindelijk op de derde plaats.

## 2017: Ruzie met Oekraïne
De Oekraïense inzending van 2016, 1944 van Jamala, zorgde in Rusland voor veel verontwaardiging. De tekst van het lied verwees naar de 240.000 Krim-Tataren die in 1944 onder bevel van Stalin gedeporteerd werden naar Centraal-Azië. Het thema was controversieel vanwege de Russische annexatie van de Krim in 2014. Vanwege de politieke gevoeligheid probeerde Rusland in de aanloop naar het festival om de inzending tegen te houden. De EBU oordeelde echter dat het lied geen politieke teksten bevatte, waardoor het toestemming kreeg om opgevoerd te worden. Uiteindelijk wist Oekraïne met dit lied zelfs het songfestival te winnen en het recht te krijgen het songfestival in 2017 te organiseren. Uit een peiling bleek een meerderheid van de Russen niet te willen dat Rusland daar zou aantreden.
In aanloop naar het Eurovisiesongfestival 2017 was het lange tijd onzeker of Rusland aan deze editie zou meedoen. Op sociale media werd rekening gehouden met een eventuele terugtrekking. Vlak voor de deadline werd echter bekend dat Rusland de verlamde zangeres Joelia Samojlova naar Kiev zou sturen met het nummer Flame is burning. De Oekraïense veiligheidsdienst stelde hierop een onderzoek in naar de zangeres. Zij zou in 2015 via Rusland naar de Krim zijn gereisd om er een optreden te geven, wat volgens de Oekraïense autoriteiten een zware overtreding is. Op 22 maart 2017 besliste Oekraïne om Samojlova een inreisverbod van drie jaar te geven, waardoor zij Rusland niet kon vertegenwoordigen in Kiev. De EBU betreurde de beslissing en kwam daags hierna met een uniek voorstel om Samojlova elders te laten optreden en haar met een live-verbinding via satelliet toch deel te laten nemen aan de wedstrijd. Dit compromis werd echter door zowel Rusland als Oekraïne verworpen. Rusland verklaarde alleen aan te willen treden in Kiev zelf en dreigde anders het songfestival voortaan te boycotten.
Op 13 april 2017, een maand voor het songfestival, maakte de Russische omroep Pervyj Kanal bekend zich terug te trekken voor het songfestival van 2017. Het evenement werd in Rusland ook niet uitgezonden. Het was voor het eerst sinds 1999 dat Rusland afwezig was op het Eurovisiesongfestival.

## 2018 tot 2022
In 2018 keerden de Russen terug op het songfestival en kreeg Samojlova een tweede kans. Ze vertegenwoordigde Rusland in Lissabon met het lied I won't break. In de halve finale kreeg ze echter niet genoeg punten om kwalificatie voor de finale af te dwingen. Het was de eerste keer dat Rusland in de halve finale werd uitgeschakeld. Om eerherstel te brengen werd in 2019 de populaire Sergej Lazarev voor een tweede maal aangewezen om Rusland te vertegenwoordigen. Hij probeerde zijn derde plaats uit 2016 te overtreffen met de ballad Scream, maar kwam uiteindelijk op dezelfde plek terecht. Het betekende wel het negende Russische top 3-succes op het Eurovisiesongfestival.
In 2020 zou Rusland vertegenwoordigd worden door de band Little Big met het nummer Uno. Vanwege de coronapandemie ging de editie van dat jaar echter niet door. In 2021 keerde het festival terug en traden de Russen in Rotterdam aan met zangeres Manizja. Haar lied Russian woman, dat ging over het zelfbewustzijn van Russische vrouwen, behaalde een finaleplaats en eindigde uiteindelijk op de negende plek.

### Uitsluiting
De Russische inval in Oekraïne in februari 2022 veroorzaakte in vrijwel heel Europa een storm van verontwaardiging, die ook haar invloed had op het Eurovisiesongfestival. Verschillende landen (waaronder Oekraïne, Polen, Nederland, de Scandinavische landen en de Baltische staten) riepen op om Rusland uit te sluiten van deelname aan de editie van 2022 in Turijn. Finland en Estland dreigden zich zelfs terug te trekken als de Russen van de partij zouden zijn. Toch meldde de EBU in een eerste reactie dat Rusland welkom zou blijven, vanwege het "niet-politieke karakter" van het songfestival en de taak om "landen te verenigen door middel van muziek". Toen de druk op de organisatie echter verder werd opgevoerd, viel op 25 februari de beslissing om Rusland alsnog van de deelnemerslijst te verwijderen. Deze stap werd door de Russische omroepen zwaar bekritiseerd en deed hen besluiten hun lidmaatschap van de EBU onmiddellijk op te schorten. Later werden de Russische leden van de EBU ook officieel geschorst, waarmee Rusland het recht om aan het Eurovisiesongfestival deel te nemen voor onbepaalde tijd verloor. Hetzelfde gold voor de uitzendrechten.

## Russische deelnames
| Jaar | Artiest                 | Titel                     | Fin. | Ptn. | Semi | Ptn. | Taal                  |
| ---- | ----------------------- | ------------------------- | ---- | ---- | ---- | ---- | --------------------- |
| 1994 | Joeddiph                | Vetsjni stranik           | 9    | 70   |      |      | Russisch              |
| 1995 | Filipp Kirkorov         | Kolibelnaja dlja voelkana | 17   | 17   |      |      | Russisch              |
| 1997 | Alla Poegatsjova        | Primadonna                | 15   | 33   |      |      | Russisch              |
| 2000 | Alsou                   | Solo                      | 2    | 155  |      |      | Engels                |
| 2001 | Moemi Troll             | Lady alpine blue          | 12   | 37   |      |      | Engels                |
| 2002 | Premjer Ministr         | Northern girl             | 10   | 55   |      |      | Engels                |
| 2003 | t.A.T.u.                | Nje vjer, nje bojsa       | 3    | 164  |      |      | Russisch              |
| 2004 | Joelia Savitsjeva       | Believe me                | 11   | 67   | X    | X    | Engels                |
| 2005 | Natalja Podolskaja      | Nobody hurt no one        | 15   | 57   | X    | X    | Engels                |
| 2006 | Dima Bilan              | Never let you go          | 2    | 248  | 3    | 217  | Engels                |
| 2007 | Serebro                 | Song #1                   | 3    | 207  | X    | X    | Engels                |
| 2008 | Dima Bilan              | Believe                   | 1    | 272  | 3    | 135  | Engels                |
| 2009 | Anastasija Prychodko    | Mamo                      | 11   | 91   | X    | X    | Russisch en Oekraïens |
| 2010 | Peter Nalitsj           | Lost and forgotten        | 11   | 90   | 7    | 74   | Engels                |
| 2011 | Aleksej Vorobjov        | Get you                   | 16   | 77   | 9    | 64   | Engels                |
| 2012 | Boeranovskije Baboesjki | Party for everybody       | 2    | 259  | 1    | 152  | Oedmoerts en Engels   |
| 2013 | Dina Garipova           | What if                   | 5    | 174  | 2    | 156  | Engels                |
| 2014 | The Tolmachevy Twins    | Shine                     | 7    | 89   | 6    | 63   | Engels                |
| 2015 | Polina Gagarina         | A million voices          | 2    | 303  | 1    | 182  | Engels                |
| 2016 | Sergej Lazarev          | You are the only one      | 3    | 491  | 1    | 342  | Engels                |
| 2018 | Joelia Samojlova        | I won't break             | X    | X    | 15   | 65   | Engels                |
| 2019 | Sergej Lazarev          | Scream                    | 3    | 370  | 6    | 217  | Engels                |
| 2021 | Manizja                 | Russian woman             | 9    | 204  | 3    | 225  | Russisch en Engels    |

| Kleur | Betekenis      |
| ----- | -------------- |
|       | Eerste plaats  |
|       | Tweede plaats  |
|       | Derde plaats   |
|       | Laatste plaats |
|       | Gastland       |

## Festivals in Rusland
| Jaar | Plaats | Zaal                 | Presentatoren         |
| ---- | ------ | -------------------- | --------------------- |
| 2009 | Moskou | Olympic Indoor Arena | Alsou en Ivan Oergant |

## Punten
In de periode 1994-2021. Punten uit halve finales zijn in deze tabellen niet meegerekend.
| Plaats | Land         | Punten |
| ------ | ------------ | ------ |
| 1      | Azerbeidzjan | 124    |
| 2      | Oekraïne     | 108    |
| 3      | Armenië      | 91     |
| 4      | Moldavië     | 79     |
| 5      | Griekenland  | 76     |

| Plaats | Land        | Punten |
| ------ | ----------- | ------ |
| 1      | Estland     | 187    |
| 2      | Letland     | 175    |
| 3      | Wit-Rusland | 166    |
| 4      | Israël      | 151    |
| 5      | Moldavië    | 148    |

### Twaalf punten gegeven aan Rusland
| Aantal | Land         | Wanneer                                                                    |
| ------ | ------------ | -------------------------------------------------------------------------- |
| 12     | Wit-Rusland  | 2004, 2005, 2006, 2007, 2008, 2010, 2012, 2014, 2015, 2016 (j+t), 2019 (t) |
| 7      | Armenië      | 2006, 2007, 2008, 2009, 2015, 2016 (t), 2019 (t)                           |
| 7      | Estland      | 2003, 2007, 2008, 2013, 2015, 2016 (t), 2019 (t)                           |
| 6      | Azerbeidzjan | 2014, 2015, 2016 (j+t), 2019 (j+t)                                         |
| 6      | Letland      | 2003, 2006, 2008, 2013, 2016 (t), 2019 (t)                                 |
| 4      | Oekraïne     | 2003, 2006, 2008, 2016 (t)                                                 |
| 3      | Israël       | 2006, 2008, 2019 (t)                                                       |
| 3      | Litouwen     | 2006, 2008, 2019 (t)                                                       |
| 2      | Cyprus       | 2000, 2016 (j)                                                             |
| 2      | Duitsland    | 2015, 2016 (t)                                                             |
| 2      | Kroatië      | 2000, 2003                                                                 |
| 2      | Moldavië     | 2016 (t), 2019 (t)                                                         |
| 2      | Slovenië     | 1997, 2003                                                                 |
| 1      | Albanië      | 2019 (t)                                                                   |
| 1      | Bulgarije    | 2016 (t)                                                                   |
| 1      | Finland      | 2006                                                                       |
| 1      | Griekenland  | 2016 (j)                                                                   |
| 1      | Malta        | 2000                                                                       |
| 1      | Roemenië     | 2000                                                                       |
| 1      | San Marino   | 2019 (t)                                                                   |
| 1      | Servië       | 2016 (t)                                                                   |
| 1      | Tsjechië     | 2019 (t)                                                                   |

(j) = vakjury; (t) = televoting

### Twaalf punten gegeven door Rusland
(Vetgedrukte landen waren ook de winnaar van dat jaar.)
| Jaar | Land                | Jaar | Land        | Jaar | Land          | Jaar | Land                    |
| ---- | ------------------- | ---- | ----------- | ---- | ------------- | ---- | ----------------------- |
| 1994 | Ierland             | 2002 | Roemenië    | 2010 | Armenië       | 2018 | Moldavië (j+t)          |
| 1995 | Noorwegen           | 2003 | Roemenië    | 2011 | Azerbeidzjan  | 2019 | Azerbeidzjan (j+t)      |
| 1996 | Geen deelname       | 2004 | Oekraïne    | 2012 | Zweden        | 2021 | Moldavië (j) Cyprus (t) |
| 1997 | Verenigd Koninkrijk | 2005 | Malta       | 2013 | Azerbeidzjan  |      |                         |
| 1998 | Geen deelname       | 2006 | Armenië     | 2014 | Wit-Rusland   |      |                         |
| 1999 | Geen deelname       | 2007 | Wit-Rusland | 2015 | Italië        |      |                         |
| 2000 | Denemarken          | 2008 | Armenië     | 2016 | Armenië (j+t) |      |                         |
| 2001 | Frankrijk           | 2009 | Noorwegen   | 2017 | Geen deelname |      |                         |

(j) = vakjury; (t) = televoting
1994 · 1995 · 1996 · 1997 · 1998-1999 · 2000 · 2001 · 2002 · 2003 · 2004 · 2005 · 2006 · 2007 · 2008 · 2009 · 2010 · 2011 · 2012 · 2013 · 2014 · 2015 · 2016 · 2017 · 2018 · 2019 · 2020 · 2021 · 2022-2025